# Museo de Carruajes (Madrid)

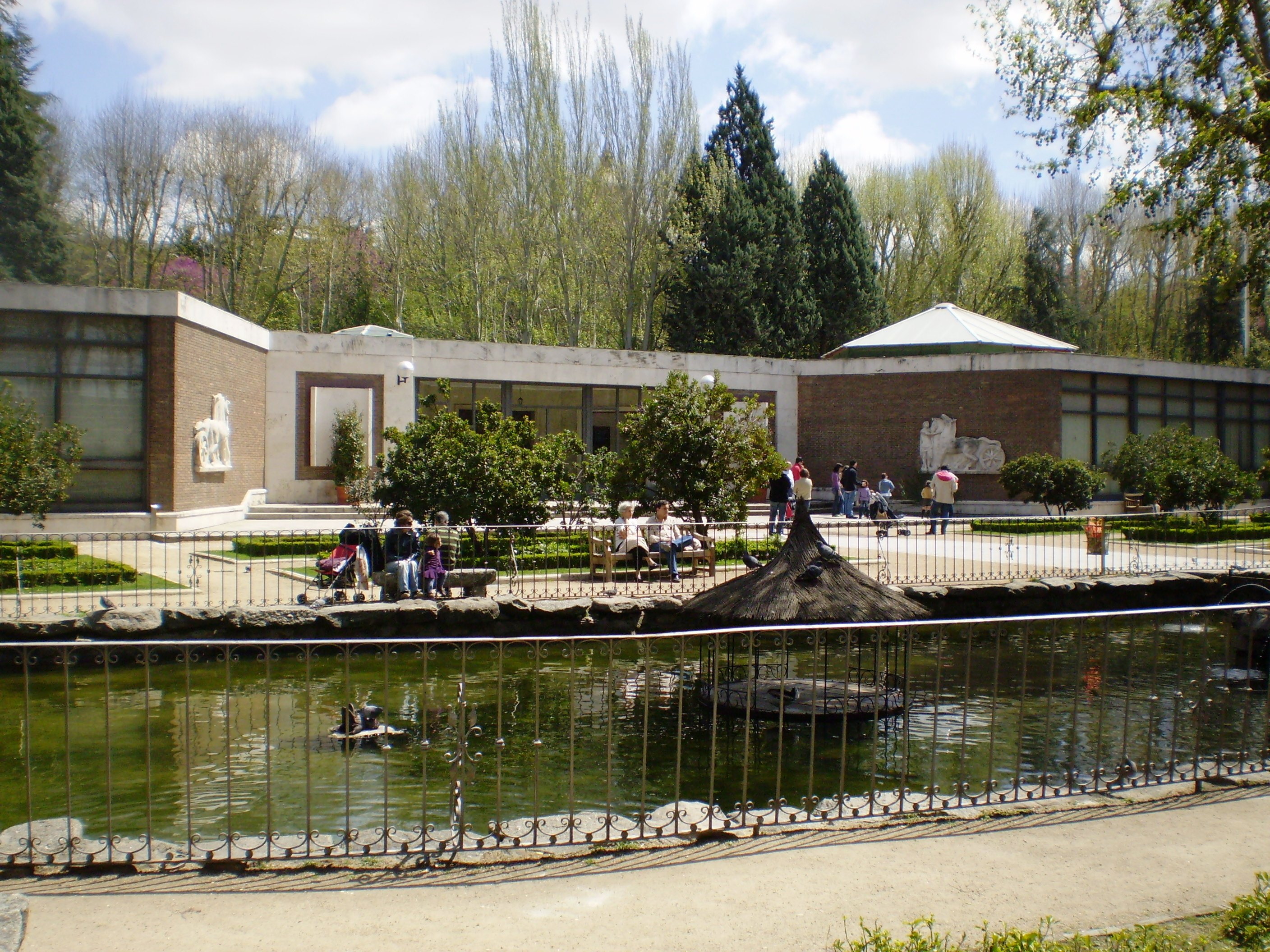
Vista del edificio que sirve de sede al museo, en el Campo del Moro de Madrid. En primer término, el Estanque de Carruajes.

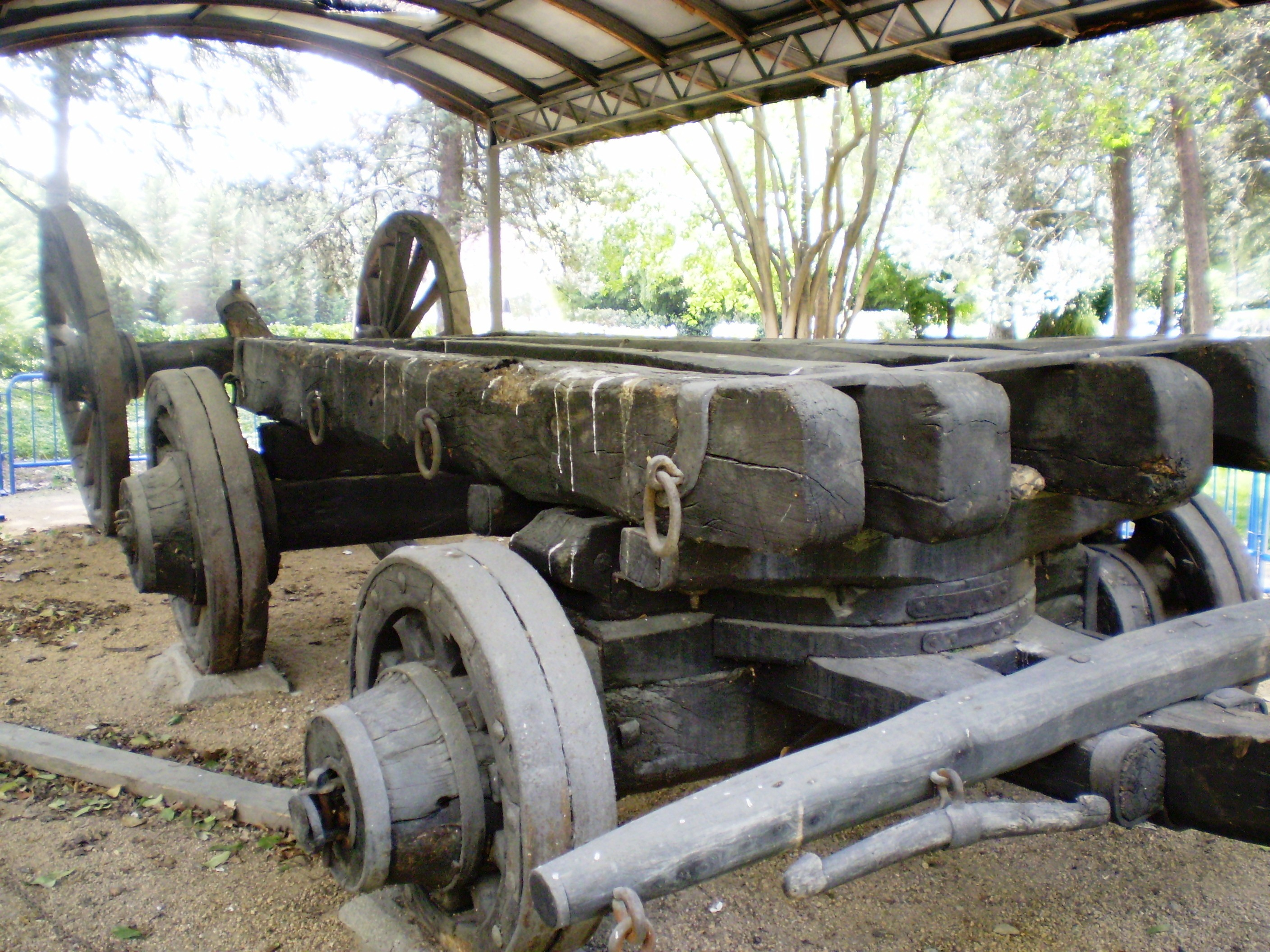
Carromato del, utilizado durante la construcción del Palacio Real de Madrid, que se exhibe en el exterior del museo.

El Museo de Carruajes se encuentra ubicado en la ciudad española de Madrid, dentro del recinto de los jardines del Campo del Moro, junto al acceso del paseo de la Virgen del Puerto. 
Ocupa un edificio funcional, diseñado en 1960 por Ramón Andrada y consistente en la sucesión de varios módulos hexagonales, con los que este arquitecto dejó abierta una posible ampliación del museo. Patrimonio Nacional, organismo del que dependen las posesiones que estuvieron en manos de la Casa Real, se encarga de su gestión. 
Se encuentra cerrado al público desde principios de los años noventa del siglo XX. Se espera que su colección se pueda exponer de nuevo en el museo de Colecciones Reales que se está construyendo actualmente en la plaza de la Armería, junto a la fachada meridional del Palacio Real de Madrid.

## Colección
Su colección está integrada por carruajes que pertenecieron a la Corona Española, algunos de ellos procedentes de las Caballerizas Reales, una construcción impulsada por el rey Felipe II como zona de servicios del desaparecido Alcázar de Madrid. Fue levantada entre 1556 y 1564 y demolida en la primera mitad del siglo XX. También se encuentra en este museo la colección de carruajes que cedieron las Cortes Españolas y que se encontraba en mal estado, por lo que Patrimonio Nacional tuvo que restaurarla.
En el museo se exponen numerosas piezas, que ofrecen un variado repertorio sobre los sistemas de transporte utilizados por los reyes e infantes españoles a lo largo de los siglos. 
Dos de las más antiguas son la llamada carroza de Juana la Loca y la litera de mano del emperador Carlos I (ambas del siglo XVI), pero, por su diseño y decoración, destacan especialmente cuatro, consideradas como las más importantes de la colección:
- carroza negra, realizada en madera tallada durante la segunda mitad del siglo XVII;
- silla de manos de Carlos III, utilizada por este monarca. Es de estilo rococó y sus paneles fueron pintados por el italiano Corrado Giaquinto;
- berlina de la Corona, construida en 1832;
- carroza de los marqueses de Alcántara, regalada a Alfonso XIII por su caballerizo mayor en 1913.

Junto a los carruajes, se exhibe todo tipo de accesorios relacionados con las caballerías. Es el caso de las colecciones de clarines de plata, de sillas de montar, de reposteros (tapices con los que se cubren los caballos en actos oficiales y solemnes), de espuelas, de estribos y de herrajes de plata, entre otros.